# Flavio Apel
Flavio Apel (* 7. September 1988 in Rom, Italien) ist ein deutsch-italienischer Künstler. Er lebt und arbeitet in Kassel und Marburg.

## Leben
Flavio Apel wuchs bis zu seinem sechsten Lebensjahr im 50 Kilometer von Rom gelegenen Tolfa auf, ehe er mit seiner Familie 1994 nach Kassel zog. Nach seinem Abitur am Friedrichsgymnasium (Kassel) studierte er Französisch und Spanisch sowie Wirtschaftsromanistik und Kunstwissenschaft an der Universität Kassel. Seit 2017 studiert Apel Bildende Kunst und Romanische Kulturen an der Philipps-Universität Marburg.

## Künstlerische Arbeit
Trotz seines Hanges zum technischen Perfektionismus gehen die Bildkompositionen Apels über die bloße Nachahmung der Außenwelt auch deshalb hinaus, weil komplexe Bildkomposition und deren Protagonisten dem Betrachter zahlreiche Interpretationsansätze bieten. Die leblosen Akteure in seinen Werken, wie etwa verbogene Gabeln und Löffel oder halbvolle Suppenteller, erwachen in seiner figurativer Welt ebenso zum Leben, wie teils fragmentierte oder auf dem Rücken liegende Insekten. Hierbei stellt besonders der Hirschkäfer ein immer wiederkehrendes Motiv in Apels Werken dar, der im Zusammenspiel mit leblosen, alltäglichen Gegenständen den Gegensatz zwischen Lebendigkeit und Dinglichkeit aufzeigt. Deutlich werden die kontrastreichen Darstellungen Apels auch an der Erweiterung seiner Stillleben, in welchen er zunehmend weibliche Figuren als Gegenüber des Hirschkäfers platziert.
Doch neben den ungewöhnlichen Begegnungen seiner Protagonisten, ist auch ihre Platzierung selbst ein besonderes Merkmal in Apels reduzierter Bildregie. So lenkt die leere Bildmitte die Blicke des Betrachters an die Bildränder, an denen angekommen sich die feinen Schattierungen der Protagonisten zeigen.
Apel wird seit 2014 von der Galerie Rasch aus Kassel vertreten und präsentiert seine Werke seither in zahlreichen Einzel- und Gruppenausstellungen im In- und Ausland. Darüber hinaus erscheinen seine Zeichnungen regelmäßig in internationalen Publikationen. Im Jahr 2018 zeigte der Marburger Kunstverein im Zuge einer Gruppenausstellung erstmals Arbeiten Apels. Noch im selben Jahr kaufte das auf Arnold Bode zurückzuführende documenta Forum Kassel handsignierte Drucke Apels. 2019 nahm er mit zwei seiner Werke an der NordArt 2019 teil und ist zudem Mitglied des Künstlersonderbund in Deutschland e.V. Realismus der Gegenwart.

## Ausstellungen/Auszeichnungen
2020
- INTERCONNESSIONI II, Civitavecchia / Rom, Unter der Schirmherrschaft der Botschaft der Bundesrepublik Deutschland
- Grand Salon Villa Berberich, Kulturhaus der Stadt Bad Säckingen, kuratiert von Elena Romanzin, Bad Säckingen

2019
- „Nicht ohne“, Südflügel Kassel, Kuratoren-Verbund 387, Kassel
- Flavio Apel/Brooks Salzwedel, Galerie Benjamin Eck, München
- NordArt, Kunstwerk Carlshütte, Büdelsdorf
- Museumsnacht Kassel, Allia Abou Khaddor / Flavio Apel, Galerie Rasch, Kassel
- Graphit, Galerie Rasch, Kassel
- Apel/Mauro, interconnessioni, Forte Michelangelo, Civitavecchia, Rom (Italien)
- Kasseler Atelierrundgang 2019
- 2. Publikumspreis, gestiftet von der Stadt Bad Säckingen
- Grand Salon Villa Berberich, Kulturhaus der Stadt Bad Säckingen, kuratiert von Elena Romanzin, Bad Säckingen
- „Augenblicke“, ECKD Kassel

2018
- 23.Kuboshow Kunstmesse, Flottmann-Hallen, Herne
- "arteInsieme", Cittadella della musica, Civitavecchia (Roma)
- Art Coburg - Sonderpreis 2018, Güterbahnhof, Coburg
- Kunstmesse Kassel, documenta-Halle, Kabinett der Südstadtgalerien
- Kunst in Marburg, Marburger Kunstverein
- Michael Stalherm & Flavio Apel, "Bleistift Duo" Galerie Rasch, Kassel

2017
- „Thomas Wunsch, Angelika Summa, Flavio Apel, TheStupidAlex, Sven Krolczik - Neujahresempfang“, Galerie Rasch, Kassel
- „Andacht zum Unbedeutenden“, Einführung durch die Kunsthistorikerin Anjelika Spöth M.A, Galerie Rasch, Kassel
- „Zwischen Hier und Dort: Apel, Wassermann, Sinemus“ ECKD Kassel
- „Realismo, iperrealismo, arte figurativa“, Rom (Italien)
- „Premio internazionale i Dauni“, Vieste (Italien)
- „Artlab Munich“, Galerie Benjamin Eck, München
- 22. KUBOSHOW Kunstmesse, Flottmann-Hallen, Herne
- GREWENIG / SUMMA / E.R.NELE / APEL / STANGE - Weihnachtswarte", Galerie Rasch, Kassel

2016
- „Apel, Kadillari, Stange“, Galerie Rasch, Kassel
- 2. Kunstmesse Kassel, documenta-Halle, Kassel
- 1. Preis „Realismo, iperrealismo, arte figurativa“ Rom (Italien)
- „Circe“, Galerie Rasch, Kassel

2015
- „Imperfekte Perzeption“, Museumsnacht Kassel, Galerie Rasch, Kassel
- „Centro aggregazione culturale“, Ragusa (Italien)